# Hendrick Cornelisz Vroom
Hendrick Cornelisz Vroom (Haarlem, 1562/1566. – Haarlem, 1640.)  holland festő és rajzoló, az európai tengeri festészet egyik megalapítója a holland festészet aranykorában. Fia, Cornelis Vroom (1600-1661) tájképfestő lett, erdőképeivel vált híressé.

## Életpályája
Vroom apja Cornelis Hendriksen cserép- és porcelánedény készítő volt, a rajzművészetben való jártassága révén különleges ivóedényeket tervezett. Vroom nagyapja kőfaragó és szobrász volt, nagybátyja pedig a mértanban, az építészetben és a perspektívában tűnt ki, alkotói ereje teljében Danzig város építőmestere volt. Tehát kedvező művészeti környezetből indult Hendrick Cornelisz Vroom, azonban sorsa mégis mostohává vált, mert atyja korán meghalt, s mostohaapja nem kedvelte, mindig a cserépedények festésével foglalkoztatta, holott az ifjú Vroomnak a festőművészethez volt hajlandósága. Vroom minél hamarabb igyekezett elhagyni otthonát, szinte egész Európát bejárta, igyekezett festőmesterek műhelyébe kerülni, közben az edényfestés segítette ki anyagilag, de most már kötöttség nélkül hajókat festett a tálakra és más tárgyakra.
Fő témájává vált a tengeri csaták ábrázolása, tengerpartok festése halakkal, halászokkal, más figurákkal, de nemcsak a hajókötélzet, a szélirány, a vitorlák festésében tűnt ki, hanem a hozzájuk tartozó tájak ábrázolásában is, tenger- és folyóvizek, hullámok, felhők, fák, szirtek, kastélyok, városok ábrázolásában is. Nagy méretű képeket festett, de a kisméretű képeket is kedvelte, s az ezekről készült metszetekből sokat el tudott adni különböző városoknak. Végül korának egyik legfoglalkoztatottabb, s leggazdagabb festője lett. Becsületes, gondos festői munkát végzett, de a megszabott árból nem engedett, ezzel más festőknek is segített a műkereskedelemben való boldogulást tekintve.
Legtöbb festményét Amszterdamban (Rijksmuseum), Haarlemben és Delft-ben őrzik, egy Tengeri táj hajókkal című képe a budapesti Szépművészeti Múzeumban található.

## Képgaléria

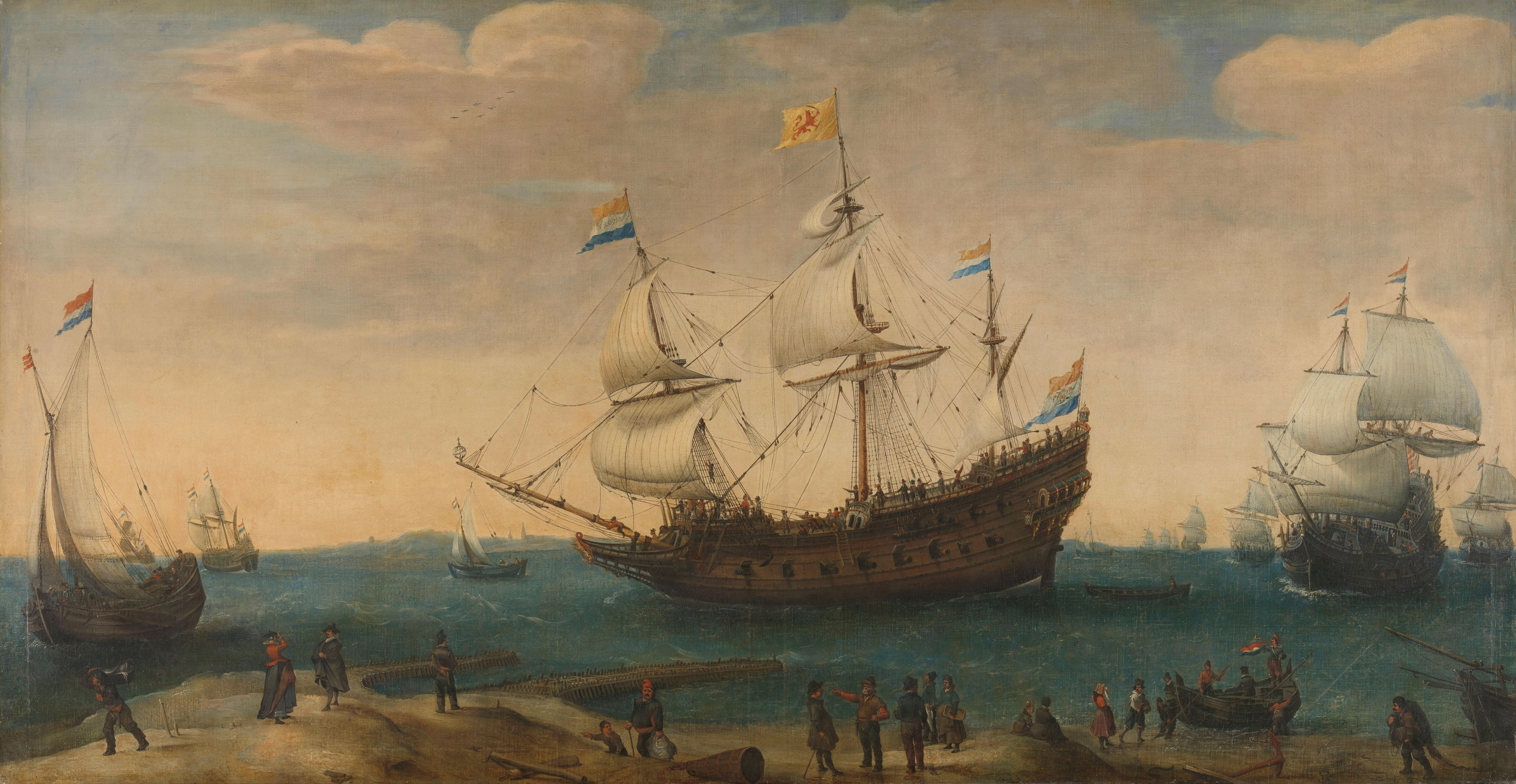
Mauritius. Három árbócos vitorlás teherhajó (1600)
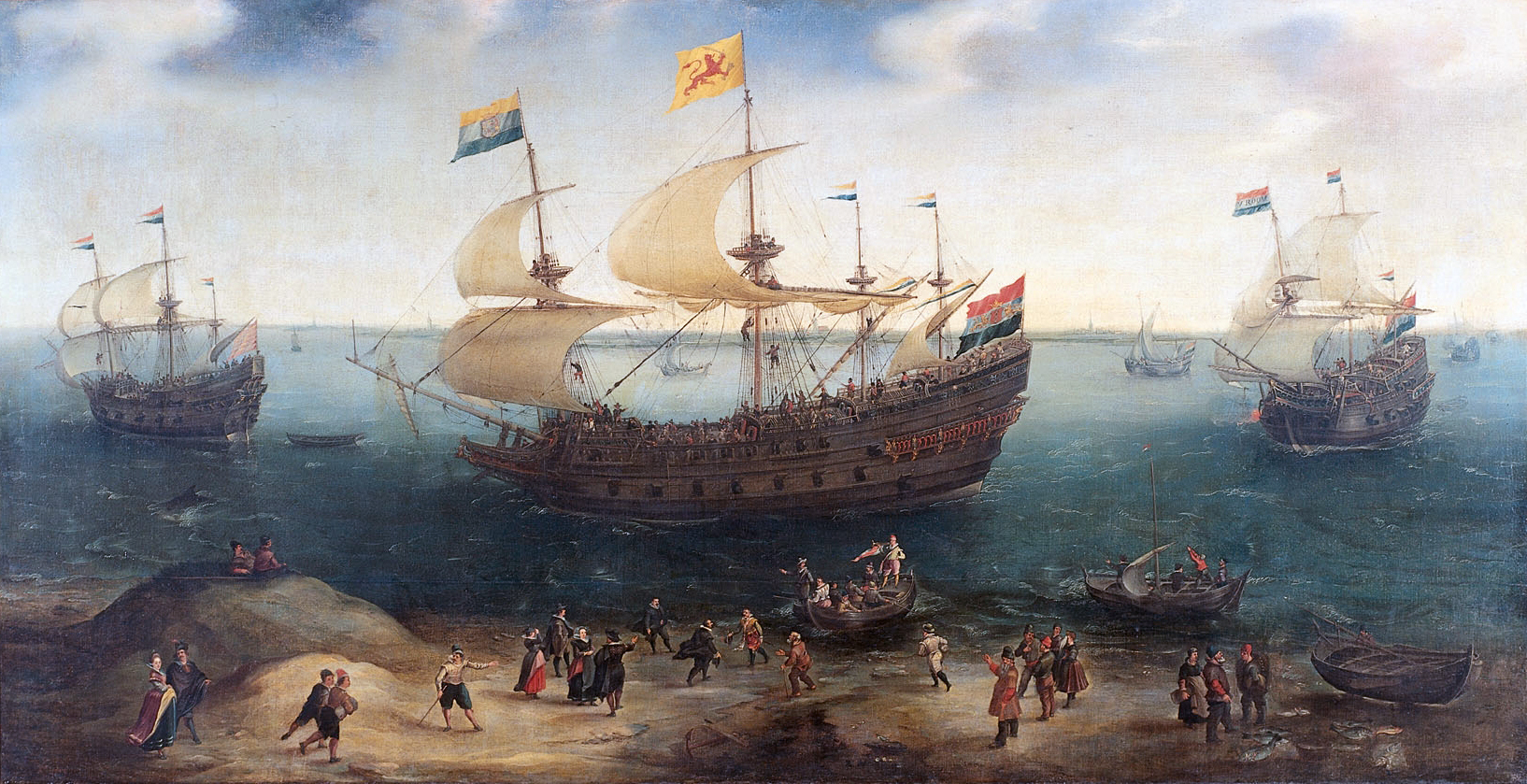
A "De Hollandsche Tuyn" és más holland hajók visszatérése Brazíliából (olaj, vásznon, 114X279 cm)
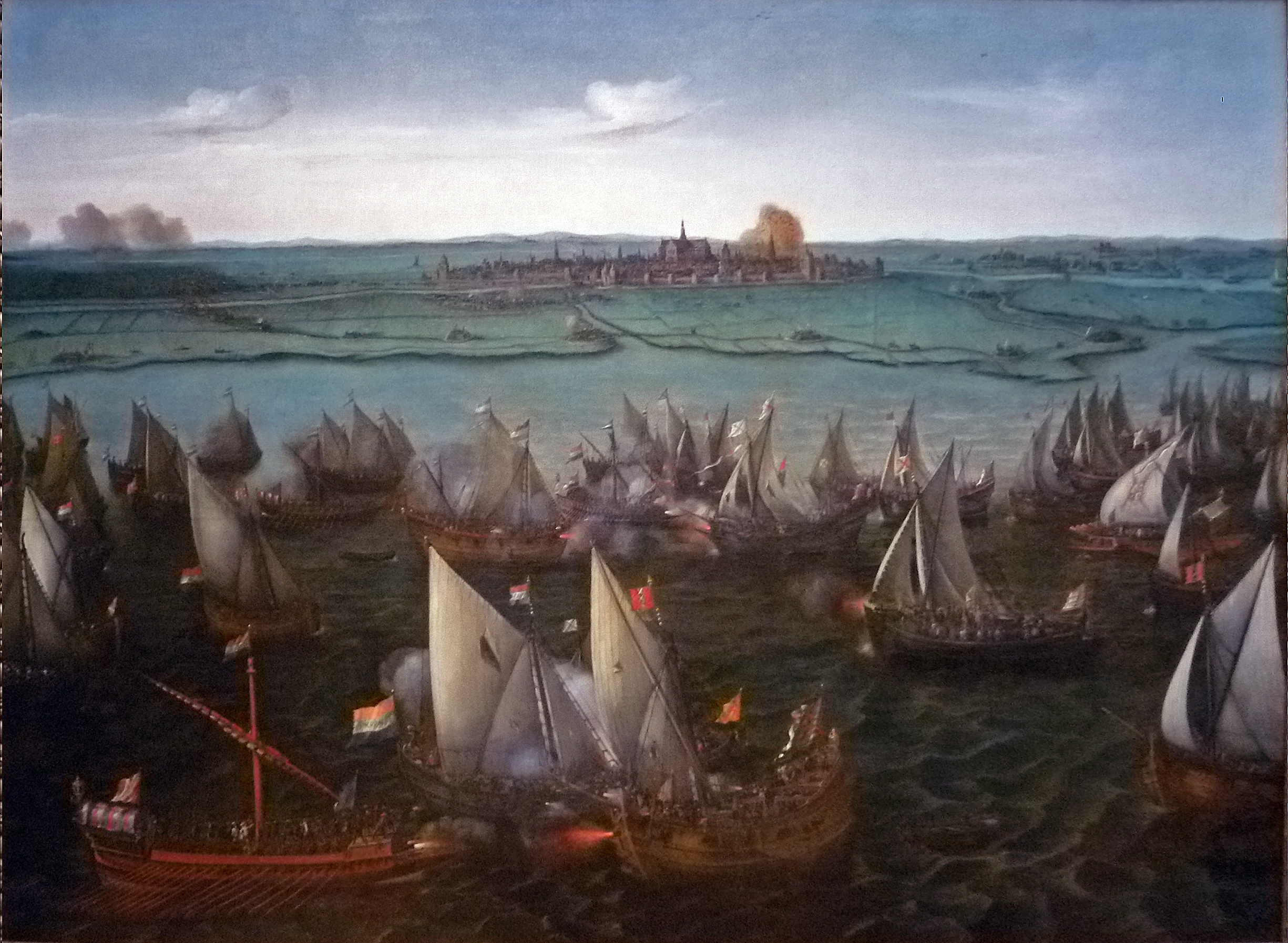
Holland és spanyol hajók csatája Haarlemnél (olaj, vászon)
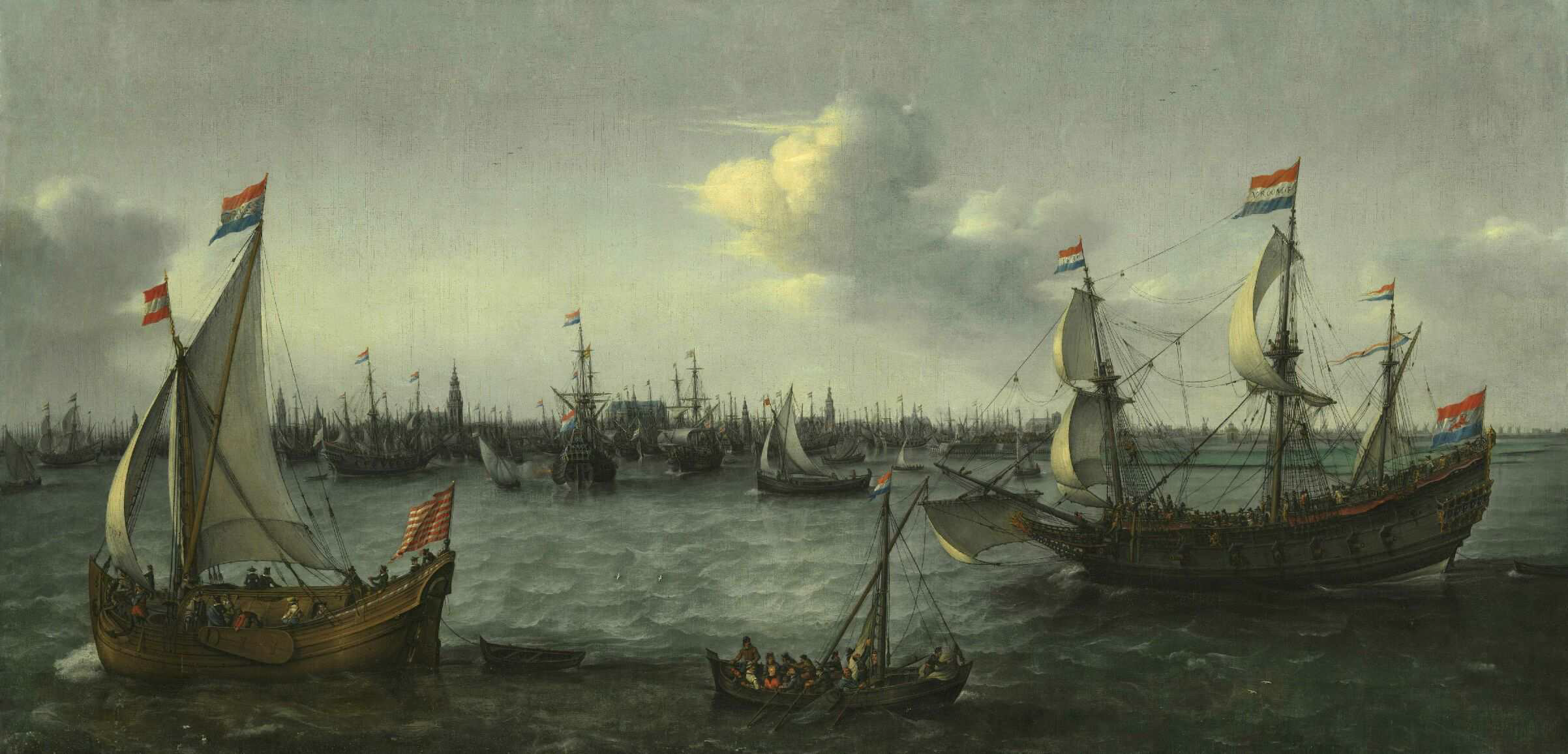
Kikötő Amszterdamban (olaj, vászon, 97x201; 1630)
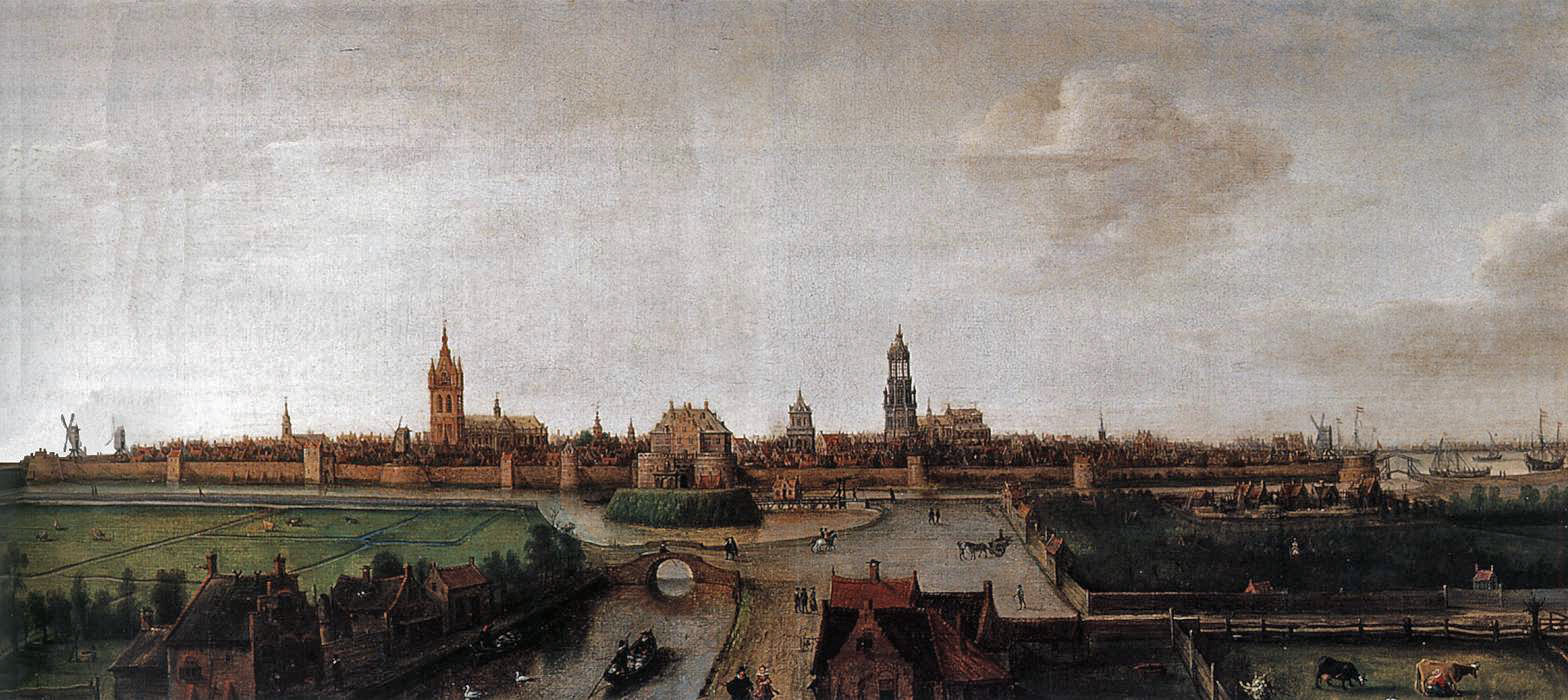
Delft látképe délnyugat felől (olaj, vászon, 71x160 cm) Delft-i Prinsenhof Múzeum (1615 körül)